# CFR řada 060-DA
Lokomotivní řada 060-DA CFR představuje jednu z nejúspěšnějších evropských dieselových lokomotiv 20. století. Její konstrukce pochází ze Švýcarska, ale s výjimkou prvních šesti strojů byla vyráběna v licenci rumunským podnikem Electroputere Craiova. Svými elegantními barvami, tvarem skříně, velkými chromovanými písmeny CFR, konstrukcí pojezdu ani zvukem lokomotivní píšťaly nezapřou svoji příslušnost k rodině švýcarských lokomotiv 50. a 60. let.

## Vznik

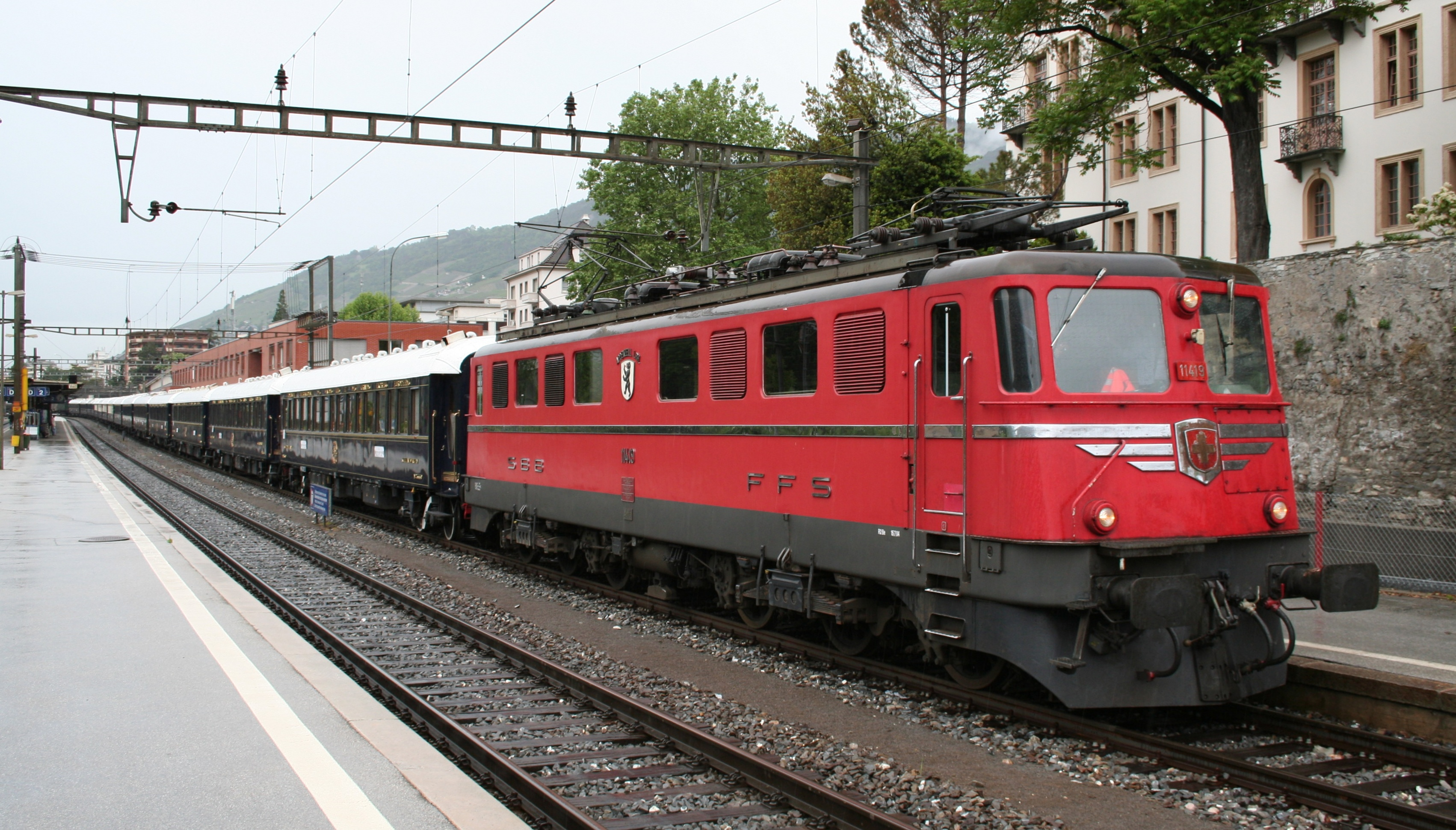
Švýcarská Ae 6/6, ze které konstrukce 060DA vycházela

V roce 1959 objednaly Rumunské dráhy – CFR u švýcarské lokomotivky SLM ve Winterthuru šest šestinápravových dieselelektrických lokomotiv řady 060 DA o výkonu 1900 koňských sil (1397 kW). Konstrukce lokomotivy vycházela ze švýcarské řady elektrických lokomotiv Ae 6/6. Proti těmto lokomotivám měly kratší skříň a jednodušší pojezd. K pohonu sloužil dvanáctiválcový čtyřdobý vznětový motor firmy Sulzer, elektrickou část dodala společnost Brown, Boveri & Cie. Lokomotivy byly vyráběny souběžně s produkcí řady Ae 6/6. Obdržely následující výrobní čísla:
- SLM 4246 – 4251
- BBC 6095 – 6100
- Sulzer ML585 – ML590

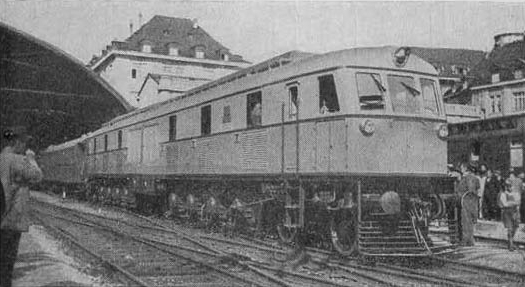
Švýcarská lokomotiva z roku 1938

Nejednalo se přitom o první motorové lokomotivy švýcarské produkce na rumunských železnicích. Již od roku 1936 vyráběla společnost bratří Sulzerů ve Winterthuru několik na svoji dobu výkonných motorových lokomotiv. Jedna ze dvou dvojdílných lokomotiv určená pro francouzskou společnost PLM (Paris-Lyon-Mediteranée) byla v roce 1938 odeslána do Rumunska. Lokomotiva měla uspořádání náprav 2´Do1´ + 1´Do2´, k pohonu sloužily dva dieselové motory 12 LDA 31, každý o výkonu 2200 koňských sil (1620 kW). Lokomotiva byla nasazena na sklonově náročnou trať (Bukurešť) – Ploiesti – Brašov. Úvahy o dalších dodávkách přerušila 2. světová válka.
Nové lokomotivy s označením 060-DA-001 až 006 byly vyrobeny v období května až října roku 1959. Tak jako jejich předchůdkyně byly i ony nejdříve podrobeny důkladným testům v mateřské zemi, včetně gotthardské rampy, kde 060-DA-001 táhla 550 t těžký nákladní vlak. Bylo vyzkoušeno i dvojčlenné řízení.
Po příjezdu do Rumunska byly lokomotivy přiděleny depu Brašov, které je nasazovalo na úsek Brašov – Predeal, a to buď ve dvojicích, anebo na přípřeži parní lokomotivy v čele těžkých nákladních i osobních vlaků.

## Výroba v Rumunsku
V roce 1960 bylo dohodnuto přesunutí výroby lokomotiv do Rumunska, konkrétně do firmy Electroputere Craiova. Zde také bylo v roce 1960 vyrobeno prvních 10 lokomotiv výr. č. 1001 – 1010 s označením CFR 060-DA-007 až 016. Spalovací motor i elektrické zařízení bylo ještě dodáno ze Švýcarska. Od roku 1961 probíhala výroba podle licenční smlouvy na dalších 40 lokomotiv. Strojírna v Rešici (Constructoare de Masini Resita) započala výrobu licenčních spalovacích motorů Sulzer a podvozků. Později převzal výrobu podvozků Caromet Caransebes.
Celkem bylo vyrobeno v letech 1960 – 1981 1407 strojů pro Rumunské železnice (CFR) a v letech 1970 – 1993 dalších 160 lokomotiv pro rumunský průmysl. Lokomotiva se stala i významným exportním artiklem. V roce 1965 byly dodány první lokomotivy do Polska (řada ST43), o rok později do Bulharska (řada 06) a v roce 1971 do Číny (řada ND2 a v kapotovém provedení ND3). Celkem byly vyvezeny tyto počty lokomotiv:
- Polsko 1965 – 1978: 420 ks
- Bulharsko 1966 – 1975: 130 ks
- Čína 1971 – 1987: 285 ks ND2, 1984 – 1990: 88 ks ND3

## Popis lokomotivy

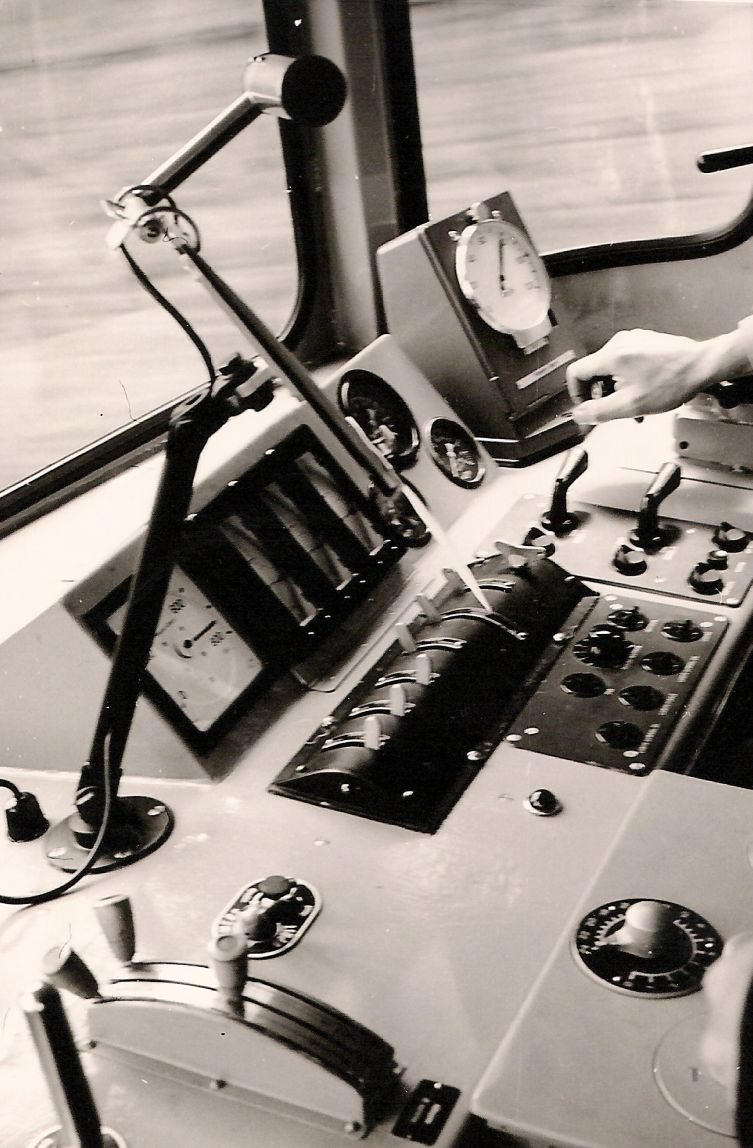
Pult strojvedoucího

### Skříň
Lokomotiva je skříňového uspořádání se dvěma stanovišti strojvedoucího. Skříň lokomotivy je samonosná, svařované ocelové nepředepjaté konstrukce. Lokomotiva je vybavena umyvadlem a toaletou. Objem palivové nádrže je 4000 l.

### Pojezd
Třínápravové podvozky jsou zjednodušeným provedením podvozků švýcarské řady Ae 6/6. Rám je svařovaný, uzavřený, se dvěma příčníky. K přenosu tažných a příčných sil slouží otočný čep procházející jedním z příčníků. Dvojkolí jsou vedena dvojicemi trnů po stranách ložiskové skříně. Ložiskové skříně mají na spodní části uchycené vahadlo, na kterém spočívá dvojice vinutých pružin. Kola nejsou vzájemně provahadlována. Druhotné vypružení obstarávají čtyři páry listových pružnic, které se nacházejí po stranách podvozků. Podvozky jsou propojeny mezipodvozkovou vazbou SLM.
Vzdálenost otočných čepů je 9 000 mm. Rozvor dvojkolí v podvozku činí 1950 + 2150 mm, celkový rozvor lokomotivy 12 400 mm

### Motor
K pohonu lokomotivy slouží čtyřdobý vznětový přeplňovaný stojatý dvouřadý dvanáctiválcový motor Sulzer 12 LDA28 o výkonu 2300 koňských sil (1693 kW) při 750 ot/min. U této lokomotivní řady byl jeho výkon omezen na 2100 koňských sil (1546 kW). Motor má dvě řady válců vrtání 280 mm, zdvih pístů je 360 mm. Prodloužené motorové lože nese zároveň trakční generátor. Oba klikové hřídele jsou propojeny ozubeným soukolím, výstupní otáčky pro generátor jsou 1,44 násobkem otáček motoru. Každý válec má samostatnou hlavu s jedním sacím a jedním výfukovým ventilem a se vstřikovací tryskou. Hlavy jsou odlévané z oceli a mají samostatné chlazení vodou. Dvoudílné písty jsou vyrobeny z lehké slitiny.

### Elektrická část
Desetipólové trakční dynamo dává maximální proud 3700 A, hodinový proud činí 2700 A a trvalý 2460 A. Nejvyšší napětí je 890 V, jmenovitý výkon při otáčkách 1080 min−1. K trakčnímu dynamu je mechanicky připojeno ještě pomocné dynamo o výkonu 75 kW při napětí 175 V.
Šest sériových tlapových motorů s cizím chlazením pohání jednotlivé nápravy prostřednictvím pastorku a odpruženého ozubeného kola. Převod je 15:69, trvalý výkon motoru 200 kW při 820 A a nejvyšší proud při rozjezdu 1230 A. Motory jsou zároveň opatřeny vlastními ventilátory, které v případě nefunkční cizí ventilace (např. při tažení nečinné lokomotivy) vytvářejí proud vzduchu a brání tak vnikání nečistoty do motorů.

## Provoz
Ačkoliv byly lokomotivy původně navržené pro vozbu nákladních vlaků, postupně se začalo rozšiřovat jejich nasazování i v osobní dopravě. Vzhledem k omezeným traťovým rychlostem na síti rumunských železnic nebyla zpočátku na závadu jejich maximální rychlost 100 km/h. To se změnilo v okamžiku, kdy měly nahradit parní lokomotivy na rovinatých tratích. Řešení rumunských inženýrů spočívalo ve změně trakčního převodu na 17:67 a zvýšení počtu šuntovacích stupňů ze dvou na tři. Tím byla zvýšena maximální rychlost na 120 km/h bez nutnosti zvýšení výkonu spalovacího motoru. Zvýšení počtu šuntovacích stupňů bylo zpětně provedeno i na již provozovaných lokomotivách. Takto upravené lokomotivy byly vyráběny od roku 1968 počínaje 060-DA1-433.
V polovině 70. let zavedly CFR nové označení lokomotiv v duchu doporučení UIC. Řada 060-DA byla přeznačena na ř. 60 a 060-DA1 na ř. 62.
Lokomotiva 060-DA-001 byla vyřazena z provozu v roce 1994 a nyní je uvedena do původního stavu depem Dej Triaj, kde je také deponována.
Některé stroje byly vyrobeny pro provoz na širokorozchodných tratích v oblasti hranic se Sovětským svazem. Tyto lokomotivy měly samočinné spřáhlo SA-3 a širokorozchodné podvozky. Byly označeny řadami 67 a 68. Jelikož se jinak lokomotivy neliší, dochází podle potřeby k úpravám normálněrozchodných lokomotiv na širokorozchodné a naopak, přičemž původní řadové označení zůstává zachováno.
Lokomotivy pro průmysl byly nadále dodávány s maximální rychlostí 100 km/h. Lokomotivy byly označeny řadou 060-DA. Pro každý podnik byly číslovány samostatně, takže existovalo mnoho lokomotiv 060-DA-001.
Zvláštní kapitolu tvoří prototypová dvojice lokomotiv 060-DB-001/002, což byla vlastně dvojdílná lokomotiva, určená pravděpodobně pro Írán. Výkon motorů byl zvýšen na 2500 koňských sil, sání motorů bylo s ohledem na tamější klima vybaveno dynamickými filtry THA. Podvozky měly lokomotivy odlišné, podobné podvozkům lokomotiv ALCO. Lokomotivy provozuje nyní tepelná elektrárna Isalnita nedaleko Craiovy.

## Rekonstrukce

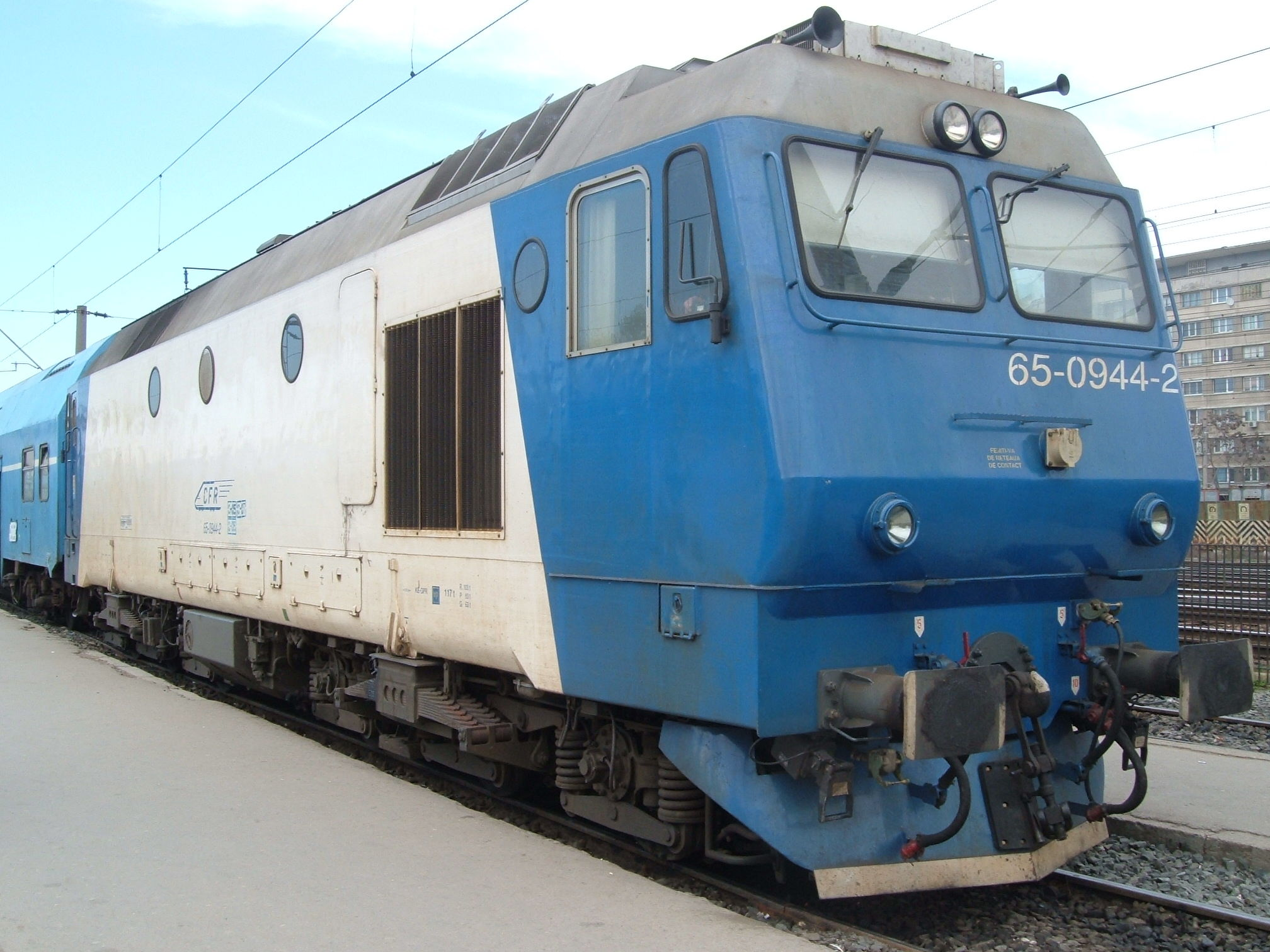
Rekonstruovaná lokomotiva řady 65

V roce 1985 postoupily modernizaci dvě lokomotivy 060. Dostaly motory AlCo o výkonu 2640 koní (1943 kW) a střídavě-stejnosměrný přenos výkonu. Byly označeny řadou 61 a poměrně úspěšně byly provozovány až do poloviny 90. let, kdy byly pro atypičnost vyřazeny.
Na lokomotivě 62-1248 bylo změněno sekundární vypružení – listové pružnice byly nahrazeny sadami vinutých pružin. Lokomotiva byla přeznačena na 65-1248 a zůstala v tomto provedení jediná.
Další vlnu rekonstrukcí zahájily Rumunské dráhy v roce 1998, ačkoliv počátky tohoto projektu sahají až do roku 1996. Lokomotivy 60-834 a 847 dostaly podvozky řady 62, osmiválcový dvoudobý vznětový motor GM 8-710 o výkonu 2100 koní (shodně s původním motorem), střídavě-stejnosměrný přenos výkonu, agregát pro elektrické vytápění vlaku a mikroprocesorové řízení. Zároveň dostaly nové, hranaté kabiny strojvedoucího, čímž přišly o svůj elegantní vzhled. Lokomotivy byly označeny novou řadou 63 s původními inventárními čísly. Poprvé byly představeny 15. května 2000 v Bukurešti. Rekonstrukci provedl jejich původní výrobce – Electroputere Craiova. Na ně navázala série dalších 8 strojů, které se vzhledově odlišují ještě o něco hranatější skříní. Tato řada má maximální rychlost 120 km/h. Lokomotivy řady 65 vznikly rekonstrukcí řady 60. Od řady 63 se liší maximální rychlostí 100 km/h. Celkem bylo rekonstruováno 49 lokomotiv na řadu 65.

## Změny provozovatelů

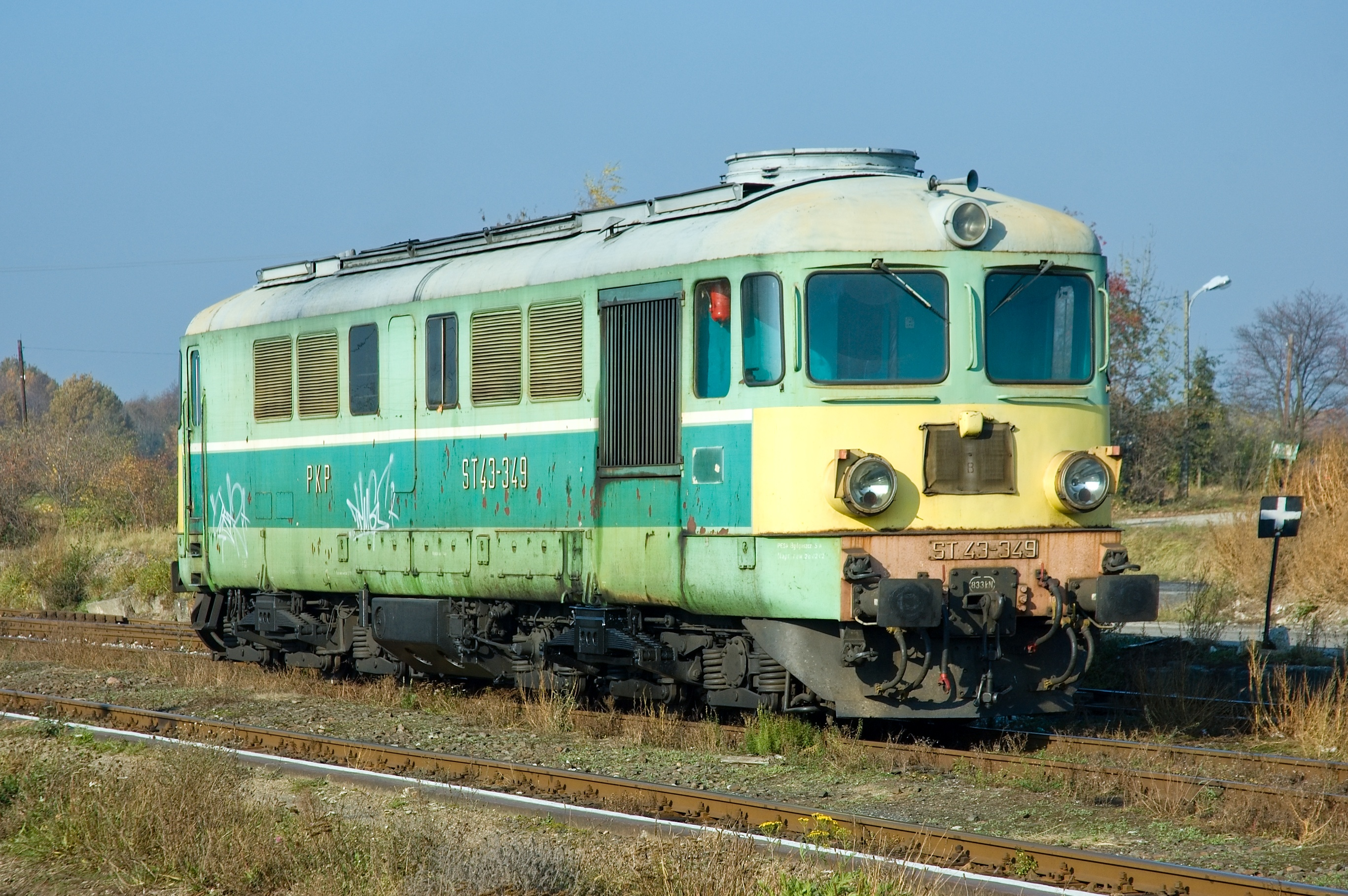
Lokomotiva 060-DA u polského dopravce

V roce 1998 získala 8 strojů německá společnost Karsdorfer Eisenbahngesellschaft. 8 lokomotiv bylo pronajato Íránským železnicím, 4 lokomotivy získala v roce 1999 italská společnost Sorema a 2 lokomotivy byly pronajaty do Španělska. Lokomotivy z Číny jsou dováženy zpět pro rumunské soukromé dopravce – GFR – Grup Feroviar Roman (20 ks řady ND2).

## Příbuzné řady
Ještě před vznikem rumunských lokomotiv bylo trakční vybavení složené z motoru Sulzer 12 LDA 28 s trakčním dynamem, trakčními motory a dvoučlenným řízením použito u francouzských lokomotiv řady 060-DA (!) vyráběných v letech 1955 – 1956, později označených CC 65501-35. Stejnou trakční výstroj měly i britské lokomotivy řad 44, 45, 46 a 47.